# Estanislau Traple
Estanislau Traple (Curitiba, Paraná, 22 de julho de 1898 - 11 de novembro de 1958) foi um pintor, litógrafo, gravador, desenhista, e professor de artes plásticas brasileiro. Ele é conhecido por seu grande domínio técnico e por ter sido um dos mais fiéis discípulos de Alfredo Andersen, influente na arte paranaense.

## Biografia
Traple iniciou sua carreira artística em 1914, trabalhando na Impressora Paranaense, onde estudou litografia com o alemão Alexandre Phol. Ele passou a exercer profissionalmente a técnica litográfica, na mesma empresa e depois na filial de Joinville (Santa Catarina). Em 1916, ingressou na escola de Alfredo Andersen, dedicando-se ao aprendizado de desenho e pintura, e posteriormente se tornou um colaborador ativo da escola. É consenso entre os que estudaram sua obra, que entre os discípulos e seguidores de Alfredo Andersen, Traple foi o que mais se moldou ao estilo do mestre. Sua primeira participação artística foi em 1919 no I Salão Paranaense de Pintura, em Curitiba. Posteriormente, ele expõe junto com Andersen em 1925, na Associação Comercial de Curitiba.
Em 1927, Traple mudou-se para Florianópolis, onde foi nomeado professor de desenho e pintura no Instituto de Educação de Florianópolis (IEF), além de lecionar em seu ateliê particular. Durante esse período, apresentou exposições individuais no Clube Democrata e nas Casas Pernambucanas, e permaneceu ativo no cenário artístico catarinense até 1948. Entre 1933 e 1958, participou por 13 vezes do Salão Paranaense de Belas Artes, conquistando importantes prêmios, como a Medalha de Prata em 1944, a Medalha de Ouro em 1948, o Prêmio de Viagem em 1955 e o Prêmio Aquisição em 1956.
Em 1948, retornou a Curitiba, onde foi um dos fundadores da Escola de Música e Belas Artes do Paraná (EMBAP), atuando como professor de desenho e pintura até sua morte em 1958. Também atuou como jurado em salões de arte no Paraná, entre 1949 e 1958, recebendo prêmios no Salão de Belas Artes da Primavera, como as Medalhas de Prata em 1949 e 1950 e a Medalha de Ouro em 1953.
Traple dedicou grande parte de sua vida ao ensino artístico e à representação de figuras humanas, especialmente retratos e nus, seus gêneros prediletos. Além disso, sua obra explorou intensamente as paisagens do Paraná e de Santa Catarina e retratos de personalidades, utilizando técnicas variadas, como pintura a óleo, pastel e litografia. O artista utilizava modelos vivos, muitas vezes a própria mulher, e, às vezes, a si mesmo, o que explica a grande quantidade de autorretratos. O destaque, porém, é a extensa produção de desenhos.
Suas obras estão presentes em acervos importantes, como os do Museu de Arte de Santa Catarina (MASC), Museu Alfredo Andersen, Museu de Arte Contemporânea do Paraná (MAC-PR) e Museu Oscar Niemeyer. Em 2004, uma coleção de suas obras chamada A pintura segundo a sequência do alfabeto foi integrada ao acervo do MASC.
Até hoje a Embap (Escola de Música e Belas Artes do Paraná) guarda em seu acervo, obras produzidas por Traple. Suas obras que retratam o porto de Paranaguá juntaram-se em uma mostra comemorativa aos 74 anos do Porto de Paranaguá organizada pelo Museu Oscar Niemeyer em 2010, a coleção revela o dia-a-dia movimentado dos estivadores e outros funcionários do local.
Traple faleceu em Curitiba em 11 de novembro de 1958, deixando um legado significativo na arte brasileira, especialmente no Paraná, onde ajudou a formar gerações de apreciadores da arte e artistas, como Aldo Nunes e Domingos Fossari.